# Kolumbo
Kolumbo es un volcán submarino activo en el Mar Egeo, a unos 8 km al noreste de Cabo Kolumbo, isla de Santorini. La más grande de una línea de aproximadamente veinte conos volcánicos submarinos que se extiende al noreste de Santorini, tiene unos 3 km de diámetro y un cráter de 1,5 km de diámetro. Fue "descubierto" cuando explotó en 1649-50, pero su explosión no se comparó con la conocida explosión de Thera y el colapso de la caldera, actualmente con fecha ca. 1630 a. C., con sus devastadoras consecuencias para la civilización minoica. Se considera parte del Santorini.
La explosión de 1650, que ocurrió cuando el cono de acumulación alcanzó la superficie, envió flujos piroclásticos a través de la superficie del mar hacia las costas y laderas de Santorini, donde murieron unas setenta personas y muchos animales. Un pequeño anillo de piedra pómez blanca que se formó fue rápidamente erosionado por la acción de las olas. El volcán colapsó en su caldera, provocando un tsunami que causó daños en las islas cercanas hasta 150 km de distancia. Las partes más altas del borde del cráter están ahora a unos 10 m por debajo del nivel del mar.
En 2006, una expedición de NOAA Ocean Explorer, equipada con robotización ROV, exploró, muestreó y cartografió los depósitos piroclásticos del fondo marino de las dos explosiones del mar Egeo.
El suelo del cráter, con un promedio de 505 m por debajo de la superficie del mar, está marcado en su zona noreste por un campo de respiraderos hidrotérmicos y cubierto por una gruesa comunidad bacteriana, descubrió la expedición 2006 de la NOAA. El agua enriquecida con metales recalentados (medida en caliente como 224 °C) que sale de los respiraderos ha construido chimeneas de sulfuros / sulfatos polimetálicos a una altura máxima de 4 m, aparentemente acumulada desde el evento de 1650.
La expedición de 2006 inició nuevas técnicas de armas de aire sísmico para determinar el volumen y la distribución del depósito volcánico submarino de piedra pómez y cenizas en el fondo del mar alrededor de Santorini, que se ha estudiado extensamente desde 1975. Estimaciones revisadas y más precisas del total el volumen equivalente de rocas densas del evento (s) minoico, que consiste en depósitos piroclásticos en el fondo del mar, cenizas distales e ignimbritas en la isla de Santorini, es probable alrededor de 60 km³, una estimación muy aumentada, comparable a la explosión histórica más grande, el Monte Tambora 1815; el aumento de la estimación afecta el tamaño del tsunami resultante, ya que ha sido ampliamente modelado.